# Lidia Bongiovanni
Lidia Velia Enna Bongiovanni, in Siviero, poi Hruska (Torino, 1º ottobre 1914 – Torino, 18 febbraio 1998), è stata una velocista e altista italiana.

## Biografia
Nata nel 1914 a Torino, fu campionessa italiana nel salto in alto da fermo in una delle sole due occasioni in cui fu assegnato questo titolo, nel 1931 con la misura di 1,14 m.
Nel 1933 partecipò ai giochi internazionali universitari nella staffetta 4X100, con Claudia Testoni, Ondina Valla e Maria Coselli.
A 21 anni partecipò ai Giochi olimpici di Berlino 1936, nella staffetta 4×100 m con Fernanda Bullano, Claudia Testoni e Ondina Valla, passando la sua batteria con il terzo tempo, 48"6 e arrivando quarta in finale in 48"7.
Per un solo anno, dal 1946 al 1947, fu commissaria tecnica della nazionale femminile.
Morì a 83 anni, nel 1998.

## Palmarès
| Anno | Manifestazione  | Sede    | Evento            | Risultato | Prestazione | Note |
| ---- | --------------- | ------- | ----------------- | --------- | ----------- | ---- |
| 1936 | Giochi olimpici | Berlino | Staffetta 4×100 m | 4ª        | 48"7        |      |

## Campionati nazionali
- 1 volta campionessa nazionale nel salto in alto da fermo (1931)

1930
- Argento ai campionati italiani assoluti, 80 m piani - 11"0
- Argento ai campionati italiani assoluti, 60 m piani
- Argento ai campionati italiani assoluti, 80 m ostacoli - 14"4/5
- Argento ai campionati italiani assoluti, salto in alto da fermo - 1,10 m

1931
- Bronzo ai campionati italiani assoluti, 200 m piani
- Oro ai campionati italiani assoluti, salto in alto da fermo - 1,14 m

1936
- Argento ai campionati italiani assoluti, 100 m piani - 13"1
- Argento ai campionati italiani assoluti, staffetta 4x100 m - 52"5

1937
- Argento ai campionati italiani assoluti, 60 m piani - 8"2
- Argento ai campionati italiani assoluti, staffetta 4x100 m - 53"7